# Liste der Baudenkmale in Greven (Mecklenburg)
In der Liste der Baudenkmale in Greven sind alle Baudenkmale der Gemeinde Greven (Landkreis Ludwigslust-Parchim) und ihrer Ortsteile aufgelistet (Stand: November 2009).

## Greven
| ID | Lage                   | Bezeichnung                                              | Beschreibung                                                                               | Bild                                   |
| -- | ---------------------- | -------------------------------------------------------- | ------------------------------------------------------------------------------------------ | -------------------------------------- |
|    | Boizeweg 1 (Karte)     | Wohnhaus                                                 |                                                                                            |                                        |
|    | Boizeweg 2 (Karte)     | Wohnhaus mit Stallteil (ehem. Geschäftshaus Emil Janßen) | ehemaliges Zollverwaltungsgebäude Mecklenburg/Lauenburg, ehemaliger Landhandel Emil Janßen |                                        |
|    | Boizenburger Straße    | Wirtschaftsgebäude                                       |                                                                                            |                                        |
|    | Dorfstraße 14 (Karte)  | Wohnhaus                                                 |                                                                                            |                                        |
|    | Dorfstraße 19 (Karte)  | Wirtschaftsgebäude                                       |                                                                                            |                                        |
|    | Dorfstraße 20 (Karte)  | Scheune                                                  |                                                                                            |                                        |
|    | (Karte)                | Kirche mit Friedhof und Friedhofsmauer                   | Baujahr 1906, Patronatskirche im Baustil der Neogotik                                      | Kirche mit Friedhof und Friedhofsmauer |
|    | Friedhof               | Gefallenendenkmal 1914/1918                              |                                                                                            |                                        |
|    | Lindenstraße 2 (Karte) | Hallenhaus                                               |                                                                                            |                                        |

## Granzin bei Boizenburg
| ID | Lage                         | Bezeichnung                                               | Beschreibung | Bild                                                      |
| -- | ---------------------------- | --------------------------------------------------------- | ------------ | --------------------------------------------------------- |
|    | Untere Dorfstraße 9          | Hallenhaus                                                |              |                                                           |
|    | Untere Dorfstraße 12 (Karte) | Hallenhaus                                                |              |                                                           |
|    | (Karte)                      | Kirche mit Friedhof und Grabkapelle der Familie von Stern |              | Kirche mit Friedhof und Grabkapelle der Familie von Stern |
|    |                              | Gefallenendenkmal 1914/1918                               |              | Gefallenendenkmal 1914/1918                               |

## Lüttenmark
| ID | Lage                             | Bezeichnung                                               | Beschreibung | Bild                                                      |
| -- | -------------------------------- | --------------------------------------------------------- | ------------ | --------------------------------------------------------- |
|    | Hauptstraße (vor Nr. 39) (Karte) | Backofen                                                  |              |                                                           |
|    | (Karte)                          | Hallenhaus mit Scheune                                    |              |                                                           |
|    | (Karte)                          | Kirche mit Trockenmauer und Küsterhaus, hinter der Kirche |              | Kirche mit Trockenmauer und Küsterhaus, hinter der Kirche |
|    |                                  | Gefallenendenkmal 1914/1918 (Adler fehlt)                 |              |                                                           |